# Katerina Bondarenko
Katerina Bondarenko, de casada Katerina Volodymyrivna Volodko (Kriví Rih, URSS, 8 d'agost de 1986) és una tennista professional ucraïnesa que des del 2000 juga al circuit de la WTA. Les seves germanes grans Valeria i Alona també són tennistes professionals.
En el seu palmarès hi ha dos títols individuals i quatre de dobles femenins, entre els quals destaca l'Open d'Austràlia 2008 junt a la seva germana Alona. Va arribar a ocupar els llocs 29 i 9 dels respectius rànquings de la WTA.
El juny de 2008, va guanyar el seu primer títol individual al Birmingham Classic contra Yanina Wickmayer a la final. Va guanyar el seu segon títol el 2017.

## Biografia
Filla de Natalia i Vladimir, té dues germanes menors anomenades Valeria i Alona, que també són tennistes professionals. Va començar a jugar a tennis amb quatre anys.
Es va casar amb Denis Volodko, el seu entrenador, el setembre de 2011. El matrimoni va tenir dos fills anomenats Karin (2013) i Eva (2019). Va canviar el seu nom de casada l'any 2022 per Katerina Volodko.

## Torneigs de Grand Slam

### Dobles femenins: 1 (1−0)
| Resultat   | Núm. | Any  | Torneig          | Parella          | Oponents                       | Marcador      |
| ---------- | ---- | ---- | ---------------- | ---------------- | ------------------------------ | ------------- |
| Guanyadora | 1.   | 2008 | Open d'Austràlia | Alona Bondarenko | Viktória Azàrenka Shahar Pe'er | 2−6, 6−1, 6−4 |

## Palmarès

### Individual: 2 (2−0)
| Abans de 2009                | Després de 2009         |
| ---------------------------- | ----------------------- |
| Grand Slam (0−0)             |                         |
| WTA Tour Championships (0−0) |                         |
| Tier I (0−0)                 | Premier Mandatory (0−0) |
| Tier II (0−0)                | Premier 5 (0−0)         |
| Tier III (1−0)               | Premier (0−0)           |
| Tier IV i V (0−0)            | International (1−0)     |

| Títols per superfície |
| --------------------- |
| Dura (1−0)            |
| Gespa (1−0)           |
| Terra batuda (0−0)    |

| Resultat   | Núm. | Data                   | Torneig                | Superfície | Oponent          | Marcador            |
| ---------- | ---- | ---------------------- | ---------------------- | ---------- | ---------------- | ------------------- |
| Guanyadora | 1.   | 15 de juny de 2008     | Birmingham, Regne Unit | Gespa      | Yanina Wickmayer | 7−6(7), 3−6, 7−6(4) |
| Guanyadora | 2.   | 30 de setembre de 2017 | Taixkent, Uzbekistan   | Dura       | Tímea Babos      | 6−4, 6−4            |

### Dobles femenins: 11 (4−7)
| Abans de 2009                             | 2009 − 2020             | Després de 2021 |
| ----------------------------------------- | ----------------------- | --------------- |
| Grand Slam (1−0)                          |                         |                 |
| WTA Tour Championships / WTA Finals (0−0) |                         |                 |
| Tier I (0−0)                              | Premier Mandatory (0−0) | WTA 1000 (0−0)  |
| Tier II (1−0)                             | Premier 5 (0−0)         | WTA 1000 (0−0)  |
| Tier III (0−0)                            | Premier (0−1)           | WTA 500 (0−0)   |
| Tier IV / V (0−0)                         | International (2−5)     | WTA 250 (0−1)   |

| Títols per superfície |
| --------------------- |
| Dura (3−4)            |
| Gespa (0−0)           |
| Terra batuda (1−3)    |

| Resultat   | Núm. | Data                 | Torneig                     | Superfície   | Parella          | Oponents                           | Marcador         |
| ---------- | ---- | -------------------- | --------------------------- | ------------ | ---------------- | ---------------------------------- | ---------------- |
| Guanyadora | 1.   | 27 de gener de 2008  | Open d'Austràlia, Austràlia | Dura         | Alona Bondarenko | Viktória Azàrenka Shahar Pe'er     | 2−6, 6−1, 6−4    |
| Guanyadora | 2.   | 10 de febrer de 2008 | París, França               | Dura (i)     | Alona Bondarenko | Vladimíra Uhlířová Eva Hrdinová    | 6−1, 6−4         |
| Finalista  | 1.   | 16 de gener de 2009  | Hobart, Austràlia           | Dura         | Alona Bondarenko | Gisela Dulko Flavia Pennetta       | 2−6, 6−7(4)      |
| Finalista  | 2.   | 12 de juliol de 2009 | Budapest, Hongria           | Terra batuda | Alona Bondarenko | Alissa Kleibànova Monica Niculescu | 4−6, 6−7(5)      |
| Guanyadora | 3.   | 19 de juliol de 2009 | Praga, Txèquia              | Terra batuda | Alona Bondarenko | Iveta Benešová Barbora Strýcová    | 6−1, 6−2         |
| Finalista  | 3.   | 15 de gener de 2011  | Hobart (2)                  | Dura         | Līga Dekmeijere  | Sara Errani Roberta Vinci          | 3−6, 5−7         |
| Finalista  | 4.   | 2 de maig de 2015    | Praga                       | Terra batuda | Eva Hrdinová     | Belinda Bencic Kateřina Siniaková  | 2−6, 2−6         |
| Finalista  | 5.   | 27 d'agost de 2016   | New Haven, Estats Units     | Dura         | Chuang Chia-jung | Sania Mirza Monica Niculescu       | 5−7, 4−6         |
| Finalista  | 6.   | 29 de febrer de 2020 | Acapulco, Mèxic             | Dura         | Sharon Fichman   | Desirae Krawczyk Giuliana Olmos    | 3−6, 6−7(5)      |
| Guanyadora | 4.   | 8 de març de 2020    | Monterrey, Mèxic            | Dura         | Sharon Fichman   | Miyu Kato Wang Yafan               | 4−6, 6−3, [10−7] |
| Finalista  | 7.   | 25 de juliol de 2021 | Gdynia, Polònia             | Terra batuda | Katarzyna Piter  | Anna Danilina Lidziya Marozava     | 3−6, 2−6         |

## Trajectòria

### Individual
| Open d'Austràlia | A           | Q3          | Q1          | 1R | 3R          | 2R          | 1R          | 1R  | A           | A           | Q2          | 3R | 1R          | 3R          | A           | 1R          | A   | Q2 | 0 / 9  | 7 – 9   |
| Roland Garros | A           | A           | 2R          | 1R | 3R          | 2R          | 1R          | 1R  | A           | Q1          | Q3          | 2R | 1R          | 1R          | A           | A           | Q1  |    | 0 / 9  | 5 – 9   |
| Wimbledon | 1R          | 2R          | 1R          | 2R | 2R          | 1R          | 3R          | 2R  | A           | A           | Q2          | 1R | 1R          | 1R          | A           | NC          | Q2  |    | 0 / 11 | 6 – 11  |
| US Open | Q2          | Q1          | 2R          | 1R | QF          | 2R          | 2R          | 1R  | A           | A           | 2R          | 3R | Q2          | 1R          | A           | 2R          | A   |    | 0 / 10 | 11 – 10 |
| Jocs Olímpics | No celebrat | No celebrat | No celebrat | 1R | No celebrat | No celebrat | No celebrat | 1R  | No celebrat | No celebrat | No celebrat | A  | No celebrat | No celebrat | No celebrat | No celebrat | A   | NC | 0 / 2  | 0 – 2   |
| Rànquing a final d'any | 125         | 118         | 44          | 63 | 32          | 113         | 81          | 132 | –           | 204         | 88          | 70 | 93          | 132         | –           | 284         | 205 |    |        |         |
| Llegenda: G: Guanyadora; F: Finalista; SF: Semifinalista; QF: Quarts de final; Q: Qualificació; A: Absent; RR: Round Robin; |             |             |             |    |             |             |             |     |             |             |             |    |             |             |             |             |     |    |        |         |

### Dobles femenins
| Open d'Austràlia | A           | 2R          | G  | 1R          | 1R          | 1R          | 1R  | A           | A           | A           | 2R | 1R          | 2R          | A           | 1R          | 2R | A  | 1 / 11 | 11 – 10 |
| Roland Garros | A           | 2R          | SF | 2R          | QF          | 1R          | 2R  | A           | A           | A           | 1R | 1R          | 2R          | A           | 1R          | A  |    | 0 / 10 | 12 – 10 |
| Wimbledon | 1R          | 2R          | A  | 1R          | 1R          | A           | 1R  | A           | A           | A           | 1R | 2R          | 1R          | A           | NC          | A  |    | 0 / 8  | 2 – 8   |
| US Open | 2R          | 2R          | 3R | 1R          | 2R          | 2R          | 1R  | A           | A           | 1R          | 1R | 1R          | 1R          | A           | A           | 1R |    | 0 / 12 | 6 – 12  |
| Jocs Olímpics | No celebrat | No celebrat | 4a | No celebrat | No celebrat | No celebrat | A   | No celebrat | No celebrat | No celebrat | A  | No celebrat | No celebrat | No celebrat | No celebrat | A  | NC | 0 / 1  | 3 – 2   |
| Rànquing a final d'any | 64          | 51          | 10 | 41          | 105         | 159         | 150 | –           | 162         | 74          | 55 | 87          | 81          | 1129        | 117         | 89 |    |        |         |
| Llegenda: G: Guanyadora; F: Finalista; SF: Semifinalista; QF: Quarts de final; Q: Qualificació; A: Absent; RR: Round Robin; |             |             |    |             |             |             |     |             |             |             |    |             |             |             |             |    |    |        |         |

### Dobles mixts
| Open d'Austràlia | A  | A  | 1R | A  | 0 / 1 | 0 – 1 |
| Roland Garros | A  | QF | A  | A  | 0 / 1 | 2 – 1 |
| Wimbledon | QF | 2R | 1R | 2R | 0 / 4 | 5 – 4 |
| US Open | A  | 1R | A  | A  | 0 / 1 | 0 – 1 |
| Llegenda: G: Guanyadora; F: Finalista; SF: Semifinalista; QF: Quarts de final; Q: Qualificació; A: Absent; RR: Round Robin; |    |    |    |    |       |       |